# Wiktoria Śliwowska
Wiktoria Śliwowska, z domu Łaska (ur. 26 czerwca 1931 w Warszawie, zm. 27 grudnia 2021) – polska historyczka, profesor nauk humanistycznych, pracownik Instytutu Historii Polskiej Akademii Nauk, badaczka historii Rosji i losu polskich zesłańców na Syberii.

## Życiorys
Urodziła się w rodzinie żydowskiej jako córka Józefa Lewina-Łaskiego (znanego po II wojnie światowej jako Wacław Zawadzki) i Sary z domu Fryszman. W czasie II wojny światowej uratowana z getta warszawskiego, w którym zginęła jej matka.
W latach 1949–1953 studiowała w Państwowym Instytucie Pedagogicznym im. Aleksandra Hercena w Leningradzie, gdzie poznała swojego przyszłego męża René Śliwowskiego. W 1953 rozpoczęła pracę w Instytucie Historii Polskiej Akademii Nauk, gdzie w 1960 obroniła pracę doktorską, a w 1971 habilitowała się. W 1994 otrzymała tytuł profesora nauk humanistycznych.
Była autorką i edytorką wielu prac poświęconych historii Rosji, w tym epoce Mikołaja I oraz historii polskich zesłańców w Rosji. Razem z mężem publikowała książki o literaturze rosyjskiej. Należała także do zespołu, który pod kierunkiem Stefana Kieniewicza przygotował do druku wielotomową edycję dokumentów związanych z powstaniem styczniowym. W 2008 opublikowała wraz z mężem wspomnienia Rosja – nasza miłość.

## Nagrody i odznaczenia
W 2003 została odznaczona Krzyżem Oficerskim Orderu Odrodzenia Polski. W 1999, 2005 i 2019 otrzymała nagrodę Klio, w 2000 nagrodę specjalną Przeglądu Wschodniego, w 2001 została wyróżniona tytułem doktora honoris causa Rosyjskiej Akademii Nauk, a 25 kwietnia 2019 takim samym wyróżnieniem Uniwersytetu Jana Kochanowskiego w Kielcach.

## Publikacje
- Sprawa Pietraszewców (1964)
- Mikołaj I i jego czasy: 1825–1855 (1965)
- W kręgu poprzedników Hercena (1971)
- Aleksander Hercen (1973) – z R. Śliwowskim
- Andrzej Płatonow (1983) – z R. Śliwowskim
- Tryptyk kazachstański : wspomnienia z zesłania – Marian Papiński, rodzina Małachowskich, Lesława Domańska (1992) – opracowanie wspólnie z Małgorzatą Giżejewską i Januszem Ankudowiczem
- Dzieci holokaustu mówią (1993) – opracowanie świadectw dzieci, które przeżyły Holocaust
- Czarny rok... czarne lata... (1993) – opracowanie świadectw dzieci, które przeżyły Holocaust
- Walerian Staniszewski Pamiętniki więźnia stanu i zesłańca (1994) (opracowanie) – z Adamem Gołkowskim
- Walenty Woronowicz Przypadki XX wieku: 20 lat na Wyspach Sołowieckich i Kołymie: 1935–1955 (1994) – opracowanie
- Zesłańcy polscy w Imperium Rosyjskim w pierwszej połowie XIX wieku: słownik (1998)
- Syberia w życiu i pamięci Gieysztorów – zesłańców postyczniowych: Wilno-Sybir-Wiatka-Warszawa (2000)
- Ucieczki z Sybiru Wydawnictwo Iskry 2005, ISBN 83-207-1787-6
- Pan Puchatek: rzecz o Wacławie Józefie Zawadzkim (2006) – opracowanie tomu poświęconego ojcu
- Rosja – nasza miłość (2008) – z R. Śliwowskim, Wydawnictwo Iskry 2008, ISBN 978-83-244-0055-3
- Julian Sabiński Dziennik syberyjski (2009) – opracowanie z R. Śliwowskim
- René Śliwowski Rusycystyczne peregrynacje (2010) – opracowanie